# 타이푼 바뎀소이
타이푼 바뎀소이(튀르키예어: Tayfun Bademsoy, 1958년 10월 14일~)는 튀르키예의 배우이다.

## 출연 작품

### 영화
- 베를린 (2012)
- 비욘드 더 씨 (2004)
- 아남 (2001)
- 나비 (1988)